# 中屋優大
中屋優大（なかや ゆうだい）は、日本の実業家
フィリアデザイン代表、株式会社美人時計創業者

## 略歴
- 2008年（平成20年）09月 - フィリアデザインを創業、代表に就任
- 2009年（平成21年）01月 - クロスメディア「美人時計」企画/制作
- 2009年（平成21年）05月 - 株式会社美人時計を創業、代表取締役に就任

　　　　　　　　　　　　フィリアデザインから㈱美人時計へ「美人時計」の事業譲渡をする
- 2009年（平成21年）07月 - 株式会社美人時計、代表取締役退任
- 2009年（平成21年）10月 - 「美人時計」でグッドデザイン賞受賞[2]

## 代表作品
- 美人時計（bijin-tokei）

## コラボレーション作品
- 「Transform Your Xperia 100 Design Collectionキャンペーン」（2010年7月14日）

## 書籍
- 世界が恋した美人時計 大ヒットサービスが生まれたヒミツ（2011年4月15日）

## メディア出演

### テレビ
- CBCテレビ「ノブナガ」(2009年10月24日、24:58～25:58)
- フジテレビ「めざにゅ～」(2009年11月4日、16:00～5:25)
- 日本テレビ「NEWS リアルタイム」(2009年12月9日、4:53～19:00)
- テレビ朝日「スーパーJチャンネル」(2009年12月23日、16:53～19:00)
- J:COM「つながるセブン」(2010年8月6日、19:00～19:55)

### ラジオ
- FM76.7 すまいるエフエム「くりえいたま」(2008年7月25日、23:30～0:00)
- FM78.4 K-MIX「CARAMEL POCKET」(2009年9月8日、9:30～12:55)
- RKBラジオ「あべちゃんトシ坊！こりない二人RKBラジオのoh!キューット倶楽部」(2009年11月21日、16:00～12:55)

### 雑誌
- 集英社「週刊プレイボーイ」(2009年8月24日・31日号)
- 光文社「女性自身」(2009年12月29日号)
- リクルート「L25」(2010年1月)
- さくらインターネット「@IT Special」
- ネコ・パブリッシング「Daytona」(2010年4月号)
- 晋遊舎「iPhone×Android (家電批評2010年 5月号増刊) 」
- 毎日コミュニケーションズ「Web Designing」(2010年5月号)
- 晋遊舎「iPhoneアプリvol.2」(2010年 iP!7月号増刊)
- ビジネスチャンス「ビジネスチャンス」(2010年7月)
- 青春出版社「ビッグトゥモロウ」（2011年11月）

### 新聞
- 読売新聞「注目ワード」(2009年9月30日)

### 講師
- 東京コンテンツプロデューサーズ・ラボ(2009年8月）
- 外苑前広告会議08(2010年2月）
- 福岡大名なう(2010年3月）
- 産経新聞社「大手町ニュースカレッジ」(2011年11月)
- 東急「渋6組」(2012年9月)
- クルーズ株式会社（2012年11月）

### web
- さくらインターネット「@IT Special」(2010年2月)
- 「日刊すごい人」(2011年10月)
- 学生が聞いた起業家の心「ReLife」(2011年12月)
- JOBSHIL「VISIONARY」(2014年4月)